# (8869) Olausgutho
(8869) Olausgutho (1992 EE11) – planetoida z pasa głównego asteroid okrążająca Słońce w ciągu 5,53 lat w średniej odległości 3,13 au. Odkryta 6 marca 1992 roku.